# Josef Zimek
Josef Zimek byl vysokoškolský učitel a právník. Vyučoval na Právnické fakultě Masarykovy univerzity, kterou také v roce 1976 vystudoval a kde roku 1977 získal titul doktora práv a roku 1996 absolvoval doktorské studium. Věnoval se především ústavnímu právu a státovědě, v letech 1995–1996 byl také asistentem ústavního soudce Vojena Güttlera.

## Dílo
- Seznam děl v Souborném katalogu ČR, jejichž autorem nebo tématem je Josef Zimek
- Základy státovědy (spoluautor), Brno, 1994
- Právní problematika zásahů do tělesné integrity, in Časopis pro právní vědu a praxi, Brno, č. 3/1995
- Právo na život: (vybrané otázky související se základním právem člověka - právem na život), Brno, 1995
- Ústavní vývoj českého státu, Brno, 1996
- Ústavnost a český ústavní vývoj, Brno, 2003